# Henschoten
Henschoten is een landgoed bij Woudenberg en Maarn in de Nederlandse provincie Utrecht, sinds 1919 deel van Den Treek-Henschoten.

## Geschiedenis

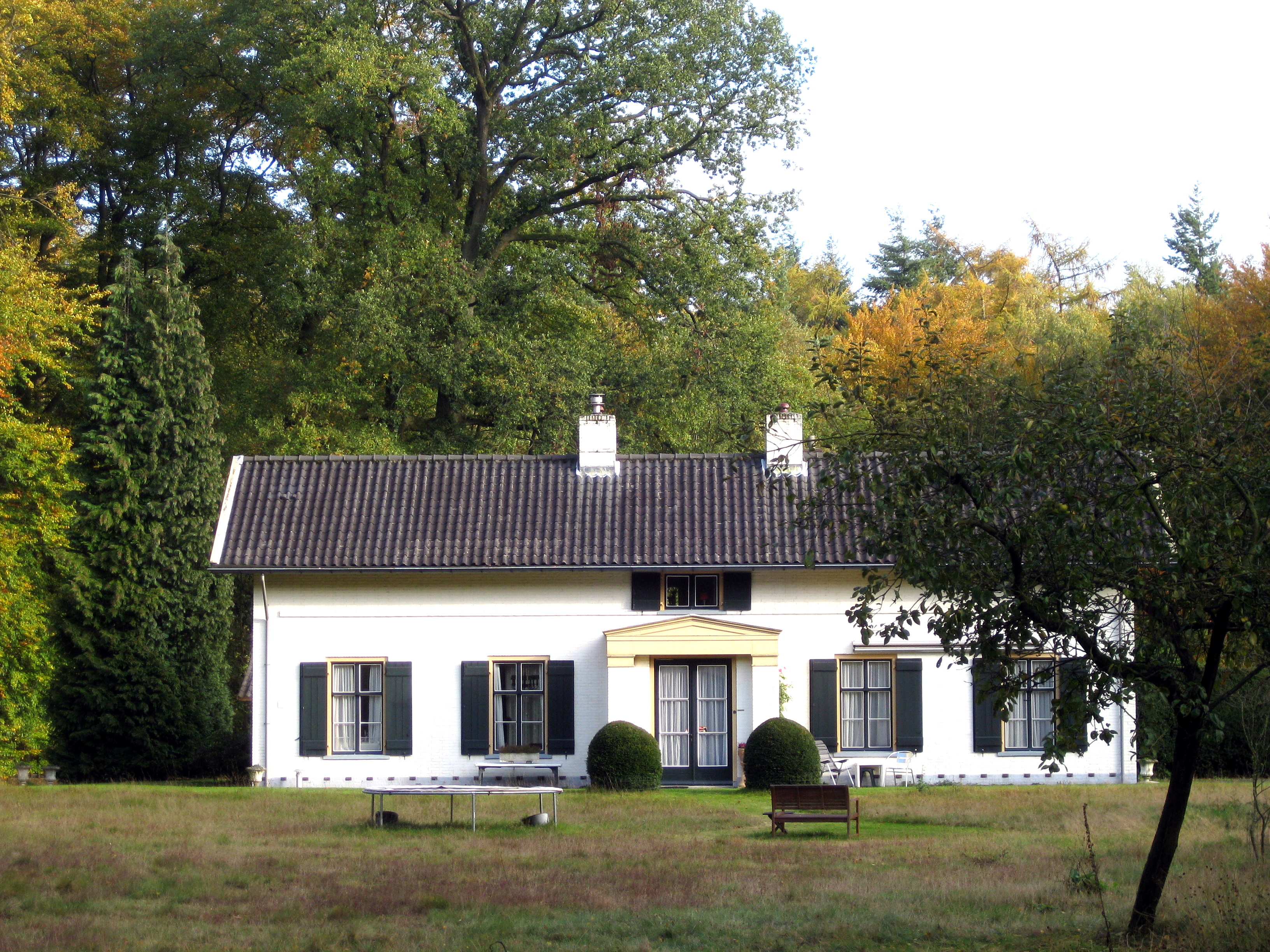
Huis De Hoogt

De naam Henschoten wordt voor het eerst genoemd in het jaar 777 bij een schenking van vier foreesten in de buurt van Leusden door Karel de Grote aan de Martinuskerk te Utrecht. Een van deze foreesten was Hengestcoten.
In 1131 schonk de bisschop van Utrecht aan de St. Laurensabdij te Oostbroek het gebied Hengistcoto. Hier bouwden de monniken van de abdij een curtis (boerderij met omwalling). Deze lag ter hoogte van de huidige Viersprong, het kruispunt van de wegen van Austerlitz naar Woudenberg (N224) en Doorn naar Amersfoort (N227), bij de latere Constantiahoeve, aan de voet van de heuvel waar in 1804 de Pyramide van Austerlitz zou verrijzen.
Onderzoek heeft hier een vroeg-middeleeuwse culturlaag aangetoond, met de C14-methode tussen 647 en 674 nC. gedateerd. De 12e-eeuwse hofstede lag direct ten noordoosten van de huidige kruising; de omwalling is nog deels zichtbaar in het landschap. De bijbehorende akker of eng kwam grotendeels overeen met het latere landgoed De Viersprong, inclusief de hoeven Bergzicht en Treekerpunt. De middeleeuwse omwalling is nog op veel plaatsen duidelijk aanwezig.

### Landgoed Henschoten
In 1804 kocht de Franse generaal De Marmont Henschoten, en liet op het westelijke deel de Marmontberg bouwen, later Pyramide van Austerlitz genaamd. Na zijn vertrek uit Nederland in 1805 gaf hij het vruchtgebruik van de hofstede Henschoten en de eng in gebruik aan drie soldaten, Louis Faivre, Jean Baptiste La Rouche en Barend Philpsz, die tevens de piramide zouden moeten onderhouden. Na afloop van de Napoleontische oorlogen was De Marmont in 1816 uit geldgebrek genoodzaakt om zijn piramide met de bijbehorende grond te verkopen aan de advocaat-fiscaal voor de middelen in de provincie Utrecht Hubert M.A.J. van Asch van Wijk, later burgemeester van Utrecht. Diens landgoed Henschoten bestond nu uit een strook land van de hofstede De Meent bij Woudenberg tot aan de Pyramide. Aan het oosteinde, ter plaatse van het huidige meest oostelijke bosperceel, stond het huis Hemschooten. Een huis Heischoten is nog aangegeven op de topografische kaart uit 1898, op de kaart uit 1909 is dit verdwenen. Er werd een begin gemaakt met grootschalige herbebossing.
Na het overlijden van H.M.A.J. van Asch van Wijk in 1843 kwam het landgoed in het bezit van diens zoon Matthias Margarethus. Wegens geldgebrek verkocht deze in 1845 het westelijke gedeelte, met daarop de piramide, aan Gerrit van Haeften, die het weer doorverkocht aan Anna Aleida
Stoop, echtgenote van Arnoud Jan de Beaufort.
Rond deze tijd werden de wegen Zeist-Woudenberg en Doorn-Amersfoort deels verlegd en met grint verhard. Aan de nieuwe Zeister Weg liet M.M. van Asch van Wijck halverwege de piramide en de viersprong het huis Heidezigt bouwen, omstreeks 1870 gevolgd door een zwitsers chalet nabij de nieuwe kruising. Na zijn dood in 1882 kwam het landgoed in het bezit van zijn zoon Hubert Jan Margarethus van Asch van Wijck. Het huis Heidezigt verdwijnt al snel van de kaart.
In 1893-94 liet H.J.M. van Asch van Wijck aan de viersprong de Constantiahoeve bouwen, een landhuis in eclectische stijl naar een ontwerp van P.J. Houtzagers. De naam is waarschijnlijk een verwijzing naar zijn in 1892 overleden moeder, Constantia van der Poll.
Na het overlijden van H.J.M. van Asch van Wijck in 1921 werd in het huis een hotel gevestigd, Quatre-Bras genaamd (vernoemd naar de Slag bij Quatre-Bras). Hoewel het hotel al in 1937 sluit wordt de naam Quatre Bras ook heden nog gebruikt voor het kruispunt. Vanaf 1937 was er het Luthers Buitencentrum "De Viersprong" gevestigd.
Tijdens de oorlog waren er Duitse soldaten ingekwartierd. Na de oorlog werden er gerepatrieerden uit Nederlands Indië gehuisvest, vanaf 1963 werd het weer particulier bewoond.
Na een grondige renovatie is het landhuis sinds 2008 in gebruik als kantoorruimte. Het huis en koetshuis zijn rijksmonumenten (rijksmonumentnr. 518692 en 518693).

### De Hoogt

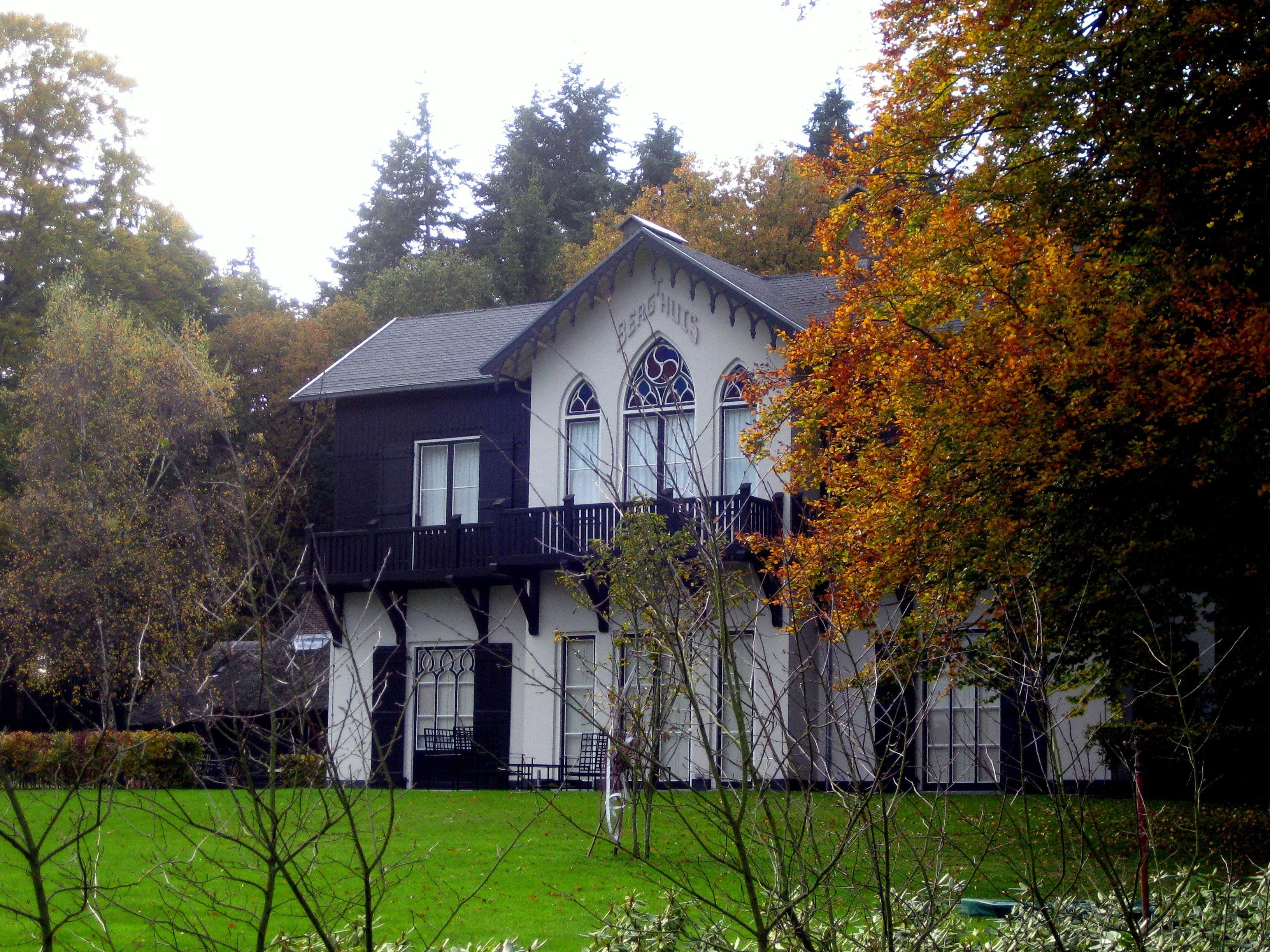
Het Berghuis

Sinds 1826 was de bankier J.B. Stoop eigenaar van de heidegronden ten zuiden van de huidige N224. Hij liet de heide bebossen en vroeg tuinarchitect J.D. Zocher om op een hoog punt met weids uitzicht een buitenplaats aan te leggen: het landgoed De Hoogt. In 1840 liet hij door Zocher een theekoepel bouwen, en begon een landschapspark aan te leggen met daarin het, nooit afgebouwde, huis De Hoogt (niet te verwarren met het latere Huis De Hoogt bij Maarn) en een jachthuis, het huidige Berghuis. Omdat het echter vanwege de lage grondwaterstand niet mogelijk bleek een vijver aan te leggen, zag hij van zijn verdere plannen af. In 1849 kocht Stoop een andere locatie in Zeist en liet daar het huis Molenbosch bouwen. De koepel op landgoed Henschoten ging de geschiedenis in als de Koepel van Stoop.
Na de dood van Jan Bernard Stoop erfde zijn dochter Anna al zijn bezittingen, waaronder De Hoogt. Arnoud Jan de Beaufort, eigenaar van Den Treek, was getrouwd met Anna Aleida Stoop en kwam zo in het bezit van het landgoed.

### Verdeling en Hereniging
Na het overlijden van Arnoud Jan de Beaufort in 1866 werd Den Treek verdeeld onder zijn vier zonen. Willem Hendrik (II) (1845-1918) kreeg Den Treek, Johannes Bernardus (1847-1924, burgemeester van Woudenberg) erfde onder andere het landgoed Rumelaar en De Hoogt, plus het westelijke deel van Henschoten met de piramide. Via zijn huwelijk met Cornelia Maria Van Asch van Wijck (dochter van H.J.M. van Asch van Wijck) kreeg hij ook de rest van Henschoten in zijn bezit. Na zijn dood in 1918 ging Henschoten-De Hoogt naar zijn zoon Willem Hendrik (III). Deze had in 1908 1,1 km zuidelijker een nieuw Huis De Hoogt laten bouwen. In 1919 nam hij ook het beheer van Den Treek over, waardoor de landgoederen herenigd werden.

### Henschotermeer
De woeste gronden ten zuidoosten van de viersprong vormden een enigszins marginaal deel van het landgoed Henschoten. Tijdens de mobilisatie in 1939-40 werd er zand gewonnen ter versterking van de Grebbelinie. Er ontstond een ondiepe zandplas die vanaf 1972 grootschalig werd uitgediept en vergroot tot de recreatieplas Henschotermeer.